# Elena Saparina
Elena Saparina, (russe : Елена Викторовна Сапарина, également connue sous le nom d'Elena Viktorovna Saparina ou de Yelena Saparina), née en 1931, est une journaliste, écrivaine et vulgarisatrice scientifique russe.

## Biographie
Elle est diplômée en 1954 de la Faculté de journalisme de l'Université de Moscou. Elle est ensuite rédactrice dans la revue (ru) Знание - сила (La science est une force (ru)). Elle a publié (ru)Кибернетика внутри нас (La Cybernétique en nous) en 1972. Ce livre aborde l'intelligence artificielle et l'heuristique, mais aussi la biologie, la psychologie, la cybernétique et de la bionique. Il a été traduit en espagnol et en anglais, et a connu 21 éditions au total. Le succès d'Elena Saparina lui serait venu de sa capacité d'expliquer avec facilité des problèmes complexes,.

## Ouvrages
- (ru) Небесный землемер [« L'arpenteur céleste »], Moscou, Молодая гвардия,‎ 1959, 203 p.
- (ru) Кибернетика внутри нас [« La cybernétique en nous »], Молодая гвардия,‎ 1962
- (ru) Тортила учится думать [« Tortilla apprend à penser »], Moscou, Детгиз,‎ 1963, 128 p.
- (ru) О чем молчат медузы… [« A quel propos les méduses se taisent-elles ? »], Moscou, Молодая гвардия,‎ 1964
- (ru) "Ага!" И его секреты [« "Aha!" et ses secrets »], Moscou, Молодая гвардия,‎ 1967
- (ru) Последняя тайна жизни: И. П. Павлов [« Le secret caché de la vie : N. Pavlov »], Moscou, Молодая гвардия,‎ 1983
- (ru) Если бы звери ходили в школу… [« Si les animaux allaient à l'école... »], Moscou, Детская литература,‎ 1984
- (ru) Когда звери говорили... [« Quand les animaux parlaient ... »], Moscou, Детская литература,‎ 1974